# Swan Creek AVA
Swan Creek AVA er et er et American Viticultural Area (AVA) i den vestlige del af staten North Carolina i USA. Området ligger i dele af Wilkes County, Iredell County og Yadkin County. Navnet stammer fra en misopfattelse af, at de vilde gæs, der af og til ses i områdets søer og vandløb, skulle være svaner.
Området, der ligger til dels inden for grænserne af Yadkin Valley AVA, et af de to andre godkendte AVA i staten. AVA'et omfatter ca. 40.000 ha., hvoraf kun nogle få hundrede hektar er tilplantet med vin. AVA'et omfatter kun 5 vingårde, hvoraf de fire ligger i nærheden af byen Hamptonville, mens den sidste ligger ved Ronda. AVA'et fik sin officielle godkendelse den 27. maj 2008
Området, der ligger i udkanten af Blue Ridge Mountains nyder godt af et klima med forholdsvis høje temperaturer suppleret af køligere vinde fra bjergene. Jordbunden er præget af forskellige mineraler så som glimmer og skifer. Mikroklimaet i området gør vinene fra området unikke i forhold til den øvrige del af Yadkin Valley. Vingårdene i området har etableret en skiltet rute: Swan Creek Wine Trail, der bringer besøgende rundt til alle vingårde i AVA'et.
Blandt de druer, der dyrkes i AVA'et er Chardonnay, Cabernet Sauvignon, Viognier, Merlot, Pinot Gris, Vermentino, Sangiovese, Montepulciano og Cabernet Franc. 

## Eksterne kilder
- AVA'ets vingårde